# Монограма (езикознание)
Монограма е понятие, свързано със съотношението между графема и буква в звуковите писмености, каквато например е българската азбука. Да се определи дадена графема като монограма означава, че тази е съставена от една буква.

## Примери
Повечето графеми от българската писменост са монограми, например б, г, а, ж, с.